# Șîroke, Odesa
Șîroke (în ucraineană Широке) este un sat în comuna Vîzîrka din raionul Odesa, regiunea Odesa, Ucraina.

## Demografie
Componența lingvistică a localității Șîroke
     Ucraineană (98,36%)
     Rusă (1,64%)
Conform recensământului din 2001, majoritatea populației localității Șîroke era vorbitoare de ucraineană (98,36%), existând în minoritate și vorbitori de rusă (1,64%).